# Baker Island (British Columbia)
Baker Island ist eine Insel zwischen dem Festland, den Küstenbergen der Northern Pacific Ranges, der kanadischen Provinz British Columbia und der vorgelagerten Insel Vancouver Island. Baker Island gehört zur Inselgruppe des Broughton-Archipels und liegt im Regional District of Mount Waddington. 
Gemeinden gibt es auf der Insel nicht. Daher ist die Insel auch nicht mit einer öffentlichen Fähre erreichbar. Das westliche Viertel der Insel ist Teil des Broughton Archipelago Marine Provincial Park. Außerdem wird die Insel dem Great Bear Rainforest zugerechnet.

## Lage
Die Insel liegt am östlichen Ende der Königin-Charlotte-Straße. Innerhalb der Inselgruppe liegt die Insel dann relativ im zentralen Bereich. Nördlich der Insel und einiger weiterer kleinerer Inseln (unter anderem Davies Island), die teilweise auch zum Provinzpark gehören, sowie des Fife Sound liegt die Südostspitze von Broughton Island. Östlich der Insel liegen Gilford Island und der Echo Bay Marine Provincial Park. Gilford Island zieht sich dann weiter in den Süden von Baker Island. Im Südwesten liegen verschiedene weitere Inseln, die entweder auch zum Provinzpark gehören, wie beispielsweise Tracey Island, oder die zum Schutzgebiet des Broughton Archipelago Conservancy gehören, wie beispielsweise Mars Island und Bonwick Island. Im Westen von Baker Island liegt dann mit Insect Island eine weitere Insel des Parks.

## Namensherkunft
George Vancouver benannte die Insel nach seinem Offizier Joseph Baker, als er bei seiner Erkundungsreise durch den pazifischen Nordwesten mit den Schiffen HMS Discovery und HMS Chatham die Region erreichte.